# Heinrich Wackenroder

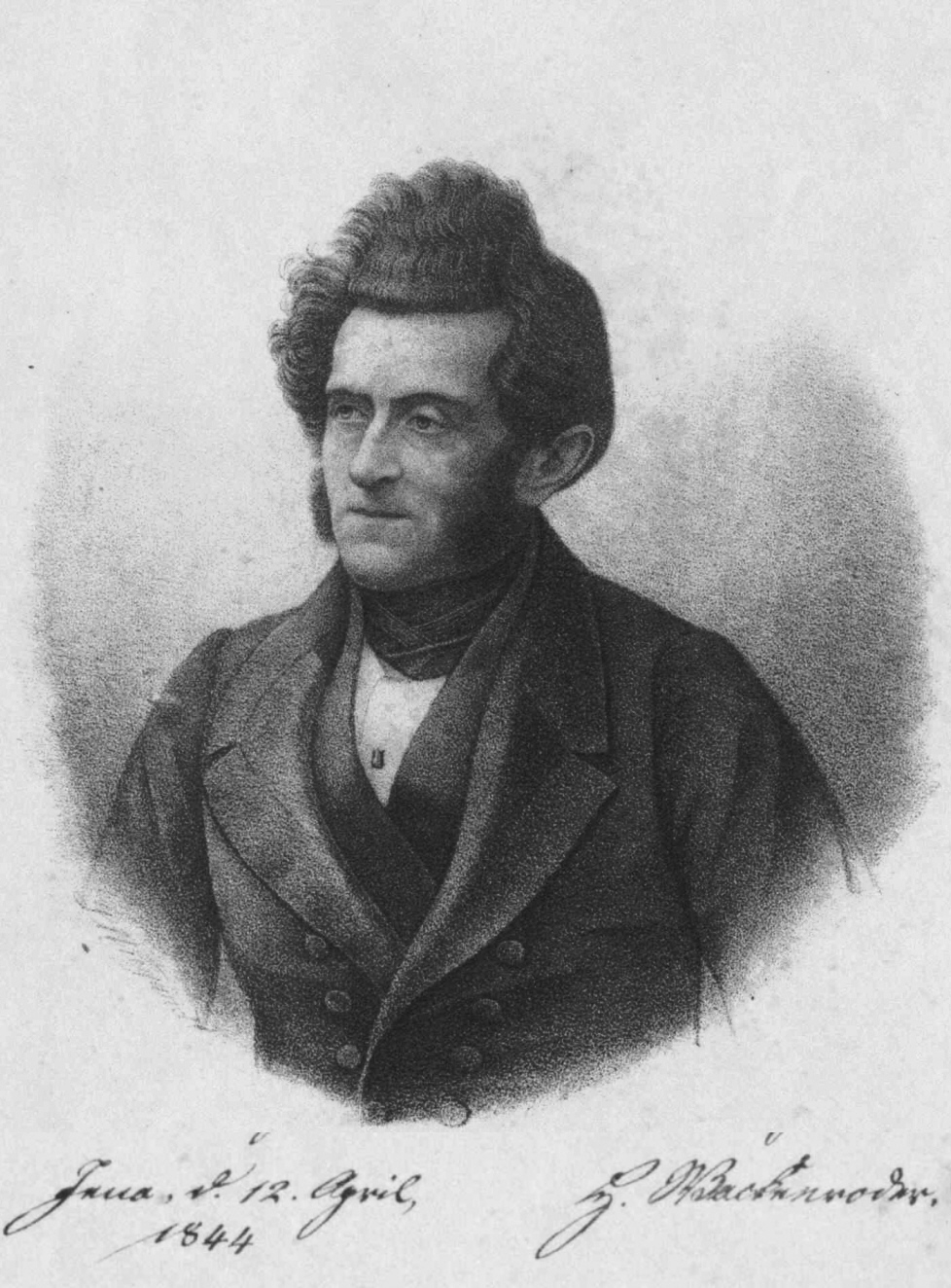

Heinrich Wilhelm Ferdinand Wackenroder (* 8. März 1798 in Burgdorf; † 4. September 1854 in Jena) war ein deutscher Chemiker, Pharmazeut und Geheimer Hofrat.

## Leben
Wackenroder wurde als Sohn eines Arztes und Apothekers in Burgdorf im Kurfürstentum Braunschweig-Lüneburg geboren. Nach einer Lehre zum Apotheker 1814 bis 1819 arbeitete Wackenroder in der Apotheke seines Vaters. 1821–1824 und 1825–1826 studierte er in Göttingen; aus finanziellen Gründen musste er sein Studium für ein Jahr unterbrechen. Er fertigte seine Dissertation in Göttingen beim Chemiker Friedrich Stromeyer, dessen Assistent er war, an und wurde 1827 in Erlangen promoviert. Die Habilitation erlangte Wackenroder 1828.
Er war seit 1828 Dozent und Professor für Pharmazie an der Universität Jena und Mitarbeiter von Johann Wolfgang Döbereiner. Beide waren sie regelmäßige Gesprächs- und Briefpartner Johann Wolfgang von Goethes, der für das von ihm gegründete Chemie-Institut zuständig war und in dieser Funktion – in Absprache mit dem Herzog Karl August – auch Forschungsaufträge vergab.

## Leistungen
Wackenroder, ein produktiver Chemiker, forschte erfolgreich auf den Gebieten der anorganischen, mineralogischen, organischen, pharmazeutischen und technischen Chemie.
Er isolierte 1826 aus dem Hohlen Lerchensporn (lat. Corydalis cava) das mit dem Berberin verwandte Pflanzenalkaloid Corydalin. Ebenfalls noch während seiner Doktorarbeit isolierte Wackenroder aus Mohrrüben das Carotin. Da die Beschreibung seiner Ergebnisse erst 1831, nachdem er Professor in Jena geworden war, allgemein veröffentlicht wurde, gilt zumeist 1831 als das Entdeckungsjahr des Carotins.
Aufgrund der ausführlichen Untersuchungen der wässrigen Lösungen von Polythionsäuren, die Wackenroder 1846 veröffentlichte, werden solche Lösungen Wackenrodersche Flüssigkeit genannt. Er hatte aus Schwefelwasserstoff und Schwefeldioxid eine Polythionatlösung gewonnen, aus der er 1845 die Salze der von ihm zur Erklärung seiner Ergebnisse vorgeschlagenen „neue[n] Säure des Schwefels“ Pentathionsäure, isolieren konnte.
Wackenroder war von 1838 bis 1854 Mitherausgeber der Zeitschrift Archiv der Pharmazie des Apotheker-Vereins in Norddeutschland. Außerdem war er Inspektor der Apotheken des Großherzogtums Sachsen.

## Ehrungen
Im Jahr 1843 wurde er zum Mitglied der Deutschen Akademie der Naturforscher Leopoldina gewählt.

## Schriften
- Chemische Tabellen zur Analyse der unorganischen Körper (1829)
- Synoptische Tabellen über die chemischen Verbindungen erster Ordnung (1830)
- Mineralogisch-chemische Beiträge zur Kenntniss des Thüringischen Flötzgebirges (1836)
- Ausführliche Charakteristik der wichtigsten Stickstoffreihen organischer Säuren (1841)
- Chemische Klassifikation der einfachen und zusammengesetzten Körper und die wichtigsten Verbindungen derselben (1851)